# The Juror
The Juror (titulada en castellano Coacción a un jurado en España y La jurado en Hispanoamérica) es una película de suspense estrenada el 2 de febrero de 1996 en Estados Unidos y el 19 de abril del mismo año en España. Protagonizada por Demi Moore y Alec Baldwin. Dirigida por Brian Gibson.

## Argumento
Annie Laird (Demi Moore) es una madre que vive sola con su hijo, con una vida normal. Su vida se complica desde el mismo momento en el que sea seleccionada al azar para formar parte del jurado en un juicio contra un peligroso asesino que ha sido detenido y espera que el proceso penal se desarrolle.
De su voto en el juicio depende la vida de su hijo, Oliver Laird (Joseph Gordon-Levitt), y la suya propia, pues ambos han sido amenazados de muerte por un peligroso criminal contratado por la mafia, apodado 'el maestro' (Alec Baldwin); y por el contrario, si vota según los intereses del mafioso, le remunerarán una gruesa suma de dinero. Annie y su hijo tratarán de salvar la vida en esta peligrosa y angustiosa situación.
La trama se hace difícil ante la aparente aceptación de la protagonista por las condiciones del 'el maestro' y en lo cual ella no quiere participar; sin embargo es tan asediada por el sujeto de tal manera que accede a sus pretensiones y motiva a los demás miembros del jurado a considerar fuertes condiciones de duda razonable. Pero su seguridad sigue teniendo dependencia de 'el maestro', el cual en algún momento se excede atentando contra la mejor amiga de Annie y esto en vez de someterla más aún, despierta en ella su instinto de supervivencia, transformándose al final en la mujer fuerte que no había descubierto en sí misma.

## Reparto
- Demi Moore (Annie Laird)
- Alec Baldwin (el maestro)
- Joseph Gordon-Levitt (Oliver Laird)
- Anne Heche (Juliet)
- James Gandolfini (Eddie)

|                                      |                                       |                                 |                                      |
| Demi Moore interpreta a Annie Laird. | Alec Baldwin interpreta a el maestro. | Anne Heche interpreta a Juliet. | James Gandolfini interpreta a Eddie. |

## Recepción crítica y comercial
Según la página de Internet Rotten Tomatoes obtuvo un 17% de comentarios positivos. Destacar el comentario del crítico cinematográfico Michael Dequina:

"A pesar de los grandes nombres que la protagonizan la película falla, no es un caso demasiado  convincente."
Michael Dequina, crítico de cine.

Recaudó en Estados Unidos 22 millones de dólares. Se desconoce cuáles fueron los recaudos internacionales. El presupuesto de la película fue de aproximadamente 44 millones.

## Premios
Razzie Awards
| Año  | Categoría   | Persona    | Resultado |
| ---- | ----------- | ---------- | --------- |
| 1997 | Peor actriz | Demi Moore | Ganadora  |

## Filmación
The Juror se rodó entre el 1 de mayo y el 12 de agosto de 1995 en diversas localizaciones de Estados Unidos y México. Destacando la ciudad de Nueva York en territorio estadounidense y Metepec en territorio mexicano.

## DVD
The Juror salió a la venta en España, en formato DVD. El disco contiene menús interactivos y acceso directo a escenas y subtítulos en múltiples idiomas. En Estados Unidos salió a la venta el 29 de julio de 1998, en formato DVD. El disco contiene menús interactivos, acceso directo a escenas y subtítulos en múltiples idiomas.